# Amtliche Briefmarke (Deutschland)

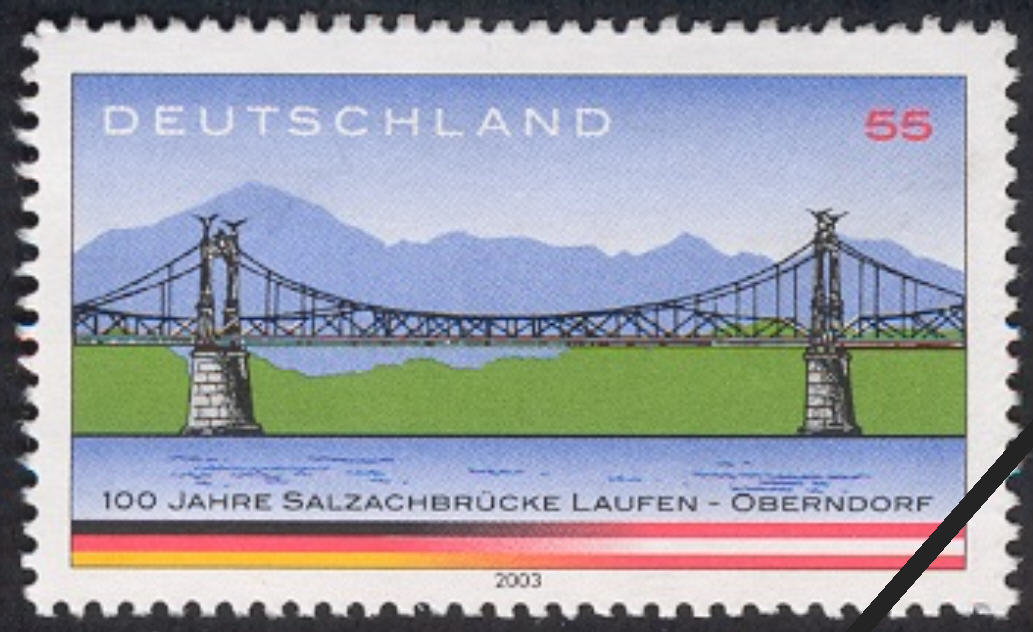
Abbildung einer postgültigen, aber entwerteten deutschen Briefmarke (12. Juni 2003)

Eine Amtliche Briefmarke ist in Deutschland ein meist rechteckiges, oftmals gezähntes Postwertzeichen, das auf Papier gedruckt wird. Es dient zur Bezahlung der Beförderung von Postsendungen (oder anderen Leistungen der Post) und wird von der Bundesdruckerei oder anderen Wertpapierdruckereien hergestellt.
Der Herausgeber von deutschen Postwertzeichen ist seit dem 1. Januar 1998 das Bundesministerium der Finanzen, Referat Postwertzeichen. Diese Briefmarken werden dann einzeln oder in Einheiten an Postdienststellen oder an postamtliche Verkaufsstellen verkauft. Im engeren Sinne werden Dienstmarken als „Amtliche Briefmarken“ bezeichnet.
Die erste deutsche Briefmarke war der Schwarze Einser, der am 1. November 1849 vom Königreich Bayern herausgegeben wurde.

## Art der Briefmarke
- Die Freimarke ist die älteste und häufigste Art der Briefmarke und dient zur Bezahlung der Beförderungsgebühren der Post. Freimarken gliedern sich in drei verschiedene Unterarten:
  - Dauermarken
  - Sondermarken
  - Automatenmarken.

- Dienstmarken sind Briefmarken, die ausschließlich von Behörden, Dienststellen oder Ämtern zum Frankieren von Postsendungen der Dienstpost verwendet werden. Sie werden daher nicht am normalen Postschalter verkauft und sind auch nicht für den normalen Postverkehr zugelassen.

- Nachportomarken für die Verrechnung des Nachportos für unzureichend frankierte Briefe wurden in Deutschland von den Postämtern nie verausgabt. Nur die damals noch über eine eigene Posthoheit verfügenden Länder Baden und Bayern verausgabten von 1862 bis 1870 eigene Portomarken.

## Schutzmaßnahmen und Gültigkeit
Um eine erneute Verwendung der Briefmarke zu verhindern, wird diese von der Post entwertet. Die häufigste Entwertungsart ist heutzutage der Poststempel.
Schon früh trafen Postverwaltungen verschiedenste Schutzvorkehrungen, um ihre Briefmarken vor Fälschungen zu schützen. Die älteste Schutzmaßnahme gegen Postfälschungen ist das Wasserzeichen.
Erstmals war es 2002 in Deutschland möglich, Postwertzeichen mit der Frankiersoftware STAMPIT aus dem Internet auszudrucken. Durch die Postreform mit der einhergehenden Aufweichung des Briefmonopols ist es neuerdings auch für private Unternehmen möglich, „nichtamtliche“ „Briefmarken“ herauszugeben. Nichtamtliche Briefmarken sind von den privaten Postdiensten selbst erstellte, nicht hoheitliche Marken, die daher auch nicht mit dem Aufdruck „Deutschland“ versehen sind. Dabei handelt es sich um eine reine Privatangelegenheit dieser Dienste. Entsprechend sind die Marken urheberrechtlich geschützt.

## Abbilden von Briefmarken

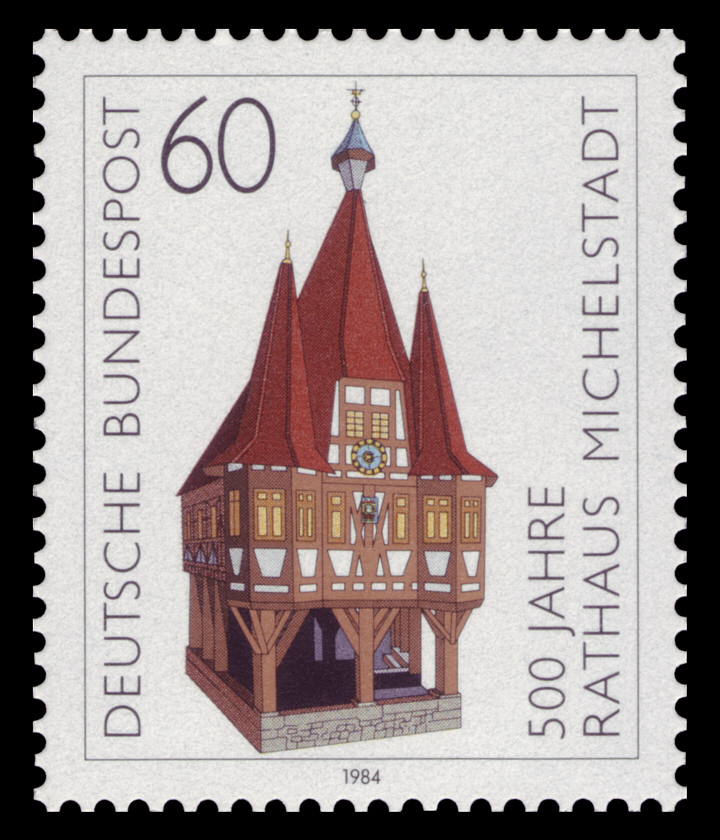
Fünfhundert Jahre Rathaus Michelstadt (1984)

Die Angaben dieses Abschnitts gelten in erster Linie für das Abbilden kompletter Briefmarken.

### Handhabung
Das Abbilden von Briefmarken in Büchern oder auch auf Internetseiten tolerieren die einzelnen Postverwaltungen der Welt in unterschiedlichem Maß. Die Postverwaltung der Färöer hat beispielsweise alle Abbildungen einschließlich der Briefmarken für gemeinfrei erklärt. Ob deutsche Briefmarken als amtliche Werke gemeinfrei sind, war lange zwischen der Literatur und dem LG München I umstritten (siehe unten). Briefmarken privater Anbieter sind keine amtlichen Werke und unterliegen daher den Schutzrechten ihrer Urheber.

### Rechtsprechung
Ein einschlägiges rechtskräftiges Urteil zum Urheberrecht von Briefmarken des Landgerichts München (AZ 21 S 20861/86) befasste sich mit der Abbildung der Marke „Fünfhundert Jahre Rathaus Michelstadt“. Das Urteil verneinte in zweiter Instanz die Ansprüche auf Lizenzgebühr gegen den Schwaneberger Verlag München (Michel-Katalog), der 1985 einen Briefmarken-Kalender herausgegeben hatte und auf dem Titelbild des Kalenders einen vergrößerten Abdruck der vom Kläger entworfenen Briefmarke abbildete.
In der Urteilsbegründung hieß es: „Die von dem Kläger entworfene Briefmarke hat den urheberrechtlichen Schutz, den sie zunächst als bloßer Entwurf besaß (§ 2 Abs. 1 Nr. 4, Abs. 2 Urheberrechtsgesetz), durch die Aufnahme im Amtsblatt des Bundesministers für das Post- und Fernmeldewesen gemäß § 5 Abs. 1 UrhG verloren.“ Entsprechend diesem Urteil galten deutsche Briefmarken als amtliche Werke gemeinfrei, also ohne urheberrechtlichen Schutz und konnten von jedermann beliebig genutzt werden, soweit dem nicht einschlägigen Vorschriften des Strafrechts (§§ 148, 149 StGB) entgegenstanden (so auch von Kommentar Ungern-Sternberg, GRUR 1977, 768). Die damalige Kommentarliteratur sah dies abweichend. Deren Ansicht hatte das LG München zur Kenntnis genommen, aber verworfen.
In Österreich versuchte der Rechteinhaber einer Briefmarkenvorlage, von der Republik Österreich (Post- und Telegraphenverwaltung) den aus der Vervielfältigung und Verbreitung der Sonderpostmarke „200 Jahre Diözese Linz“ erzielten Gewinn zu beanspruchen. In einer Revisionsverhandlung 1991 wies der OGH jegliche private Ansprüche an den Hoheitsakt der Briefmarkenveröffentlichung zurück.
Zum 31. Dezember 1997 wurde das „Bundesministerium für das Post- und Fernmeldewesen“ aufgelöst und die Ausgabe von Postwertzeichen an das „Bundesfinanzministerium“ übertragen. Amtliche Briefmarken der „Deutschen Bundespost“ waren bis Ende 1995 immer im „Amtsblatt des Bundesministers für das Post- und Fernmeldewesen“ angekündigt worden und galten daher gem. § 5 Abs. 1 UrhG als gemeinfreie „amtliche Werke“. Seit 1996 werden Briefmarken von der „Deutschen Post AG“ ausgegeben.
Am 27. März 2012 stellte das Landgericht Berlin durch ein Urteil gegen Wikipedia anlässlich der Abbildung deutscher Loriot-Briefmarken fest, dass Briefmarken keine amtlichen Werke seien. Die Pressemitteilung des Bundesfinanzministeriums vom 1. Dezember 2010 enthielt den entscheidenden Hinweis zu diesen Wohltätigkeitsmarken: „Motiv: © Loriot“. Das Gericht begründete seine Entscheidung ferner damit, dass unter § 5 Abs. 1 UrhG nur Sprachwerke fallen würden. Eine Anwendung des § 5 Abs. 2 UrhG lehnte das Gericht ebenfalls mit der Begründung ab, dass amtliche Briefmarken nicht zur allgemeinen Kenntnisnahme, sondern vielmehr zum Gebrauch veröffentlicht werden. Das Gericht folgte insoweit der landläufigen Kommentarliteraturmeinung.

## Umtausch von Briefmarken mit DM-Werten
Vom Bundesgerichtshof wurde entschieden, dass Briefmarken der „Deutschen Post AG“ mit DM-Werten nur bis zum 30. Juni 2003 gegen Briefmarken mit Euro-Werten hätten umgetauscht werden können. (BGH, Urteil vom 11. Oktober 2005, Az. XI ZR 395/04). In der Begründung wurde angeführt, dass es sich bei Briefmarken der „Deutschen Post AG“ um kleine Inhaberpapiere im Sinne des § 807 BGB handelt.